# Zahirți, Brodî
Zahirți (în ucraineană Загірці) este un sat în comuna Pidhirți din raionul Brodî, regiunea Liov, Ucraina.

## Demografie
Componența lingvistică a localității Zahirți
     Ucraineană (98,78%)
     Rusă (1,22%)
Conform recensământului din 2001, majoritatea populației localității Zahirți era vorbitoare de ucraineană (98,78%), existând în minoritate și vorbitori de rusă (1,22%).